# Georgische parlementsverkiezingen 1992
De Georgische parlementsverkiezingen van 1992 voor de 3e convocatie van het Parlement van Georgië vonden plaats op 11 oktober 1992. De verkiezingen waren de eerste na de gewelddadige staatsgreep die de eerste president van het onafhankelijke Georgië Zviad Gamsachoerdia rond nieuwjaar 1992 afzette. Door de laagdrempelige kieswet werden 24 partijen en 60 onafhankelijke leden in het parlement verkozen. Het verkiezingsblok "Vrede" kreeg met 20,4% de meeste stemmen en werd met 35 van de 225 verkozen leden vertegenwoordigd. In negen districten konden de verkiezingen niet plaatsvinden en deze zetels bleven nog vacant.
Tegelijkertijd met de verkiezingen werd de voorzitter van het parlement rechtstreeks via de stembus verkozen. De voorzitter van de tijdelijke Staatsraad, Edoeard Sjevardnadze, had hier uitdrukkelijk op ingezet en was de enige kandidaat. Hij werd met 96% van de stemmen gesteund, en werd daarna door het parlement als staatshoofd aangewezen.

## Aanleiding
De verkiezingen waren noodzakelijk geworden na de gewelddadige staatsgreep onder leiding van Tengiz Kitovani, Dzjaba Ioseliani en Tengiz Sigoea die op 6 januari 1992 president Zviad Gamsachoerdia, nog geen acht maanden in functie, had verdreven. Tijdens de coup werd een Militaire Raad gevormd met Kitovani en Ioseliani als voorzitters en werd behalve het presidentschap afgeschaft ook het parlement buitenspel gezet. Op verzoek van Kitovani, Ioseliani en Sigoea keerde voormalig Sovjet-buitenlandminister Edoeard Sjevardnadze terug naar zijn land om vanaf 10 maart 1992 leiding te geven aan de Staatsraad, een 60-92 leden tellend buitenparlementair orgaan dat gevormd werd ter overbrugging naar nieuwe verkiezingen. De Militaire Raad hief zich vervolgens op. Onder de Staatsraad werd een kieswet aangenomen waarin een driejarig transitie-parlement werd geregeld.
Ondanks dat Sjevardnadze in deze periode enige stabiliteit wist te brengen in het landsbestuur en internationale erkenning van het land en de regering binnenhaalde, ging het land nog gebukt onder burgerconflict. In juli 1992 werd een vredesakkoord in de burgeroorlog in Zuid-Ossetië bereikt door bemiddeling van Rusland. Een maand later brak echter de burgeroorlog in Abchazië uit, en kwam de verjaagde Gamsachoerdia via Abchazië naar het west-Georgische Mingrelië om de wapens op te nemen tegen de in zijn ogen illegale regering in Tbilisi. Tegen deze achtergrond vonden de verkiezingen plaats.

## Kiesstelsel

Het kiesstelsel:
1. in kleur de tien nationale kieskringen voor de evenredige vertegenwoordiging middels een meervoudige voorkeursstem;
2. de 84 enkelvoudige districten volgens de administratieve indeling van het land.

Sjevardnadze streefde naar een systeem met maximale participatie en wilde uitsluiten dat er een autoritair eenpartij-bewind aan de macht kon komen zoals onder Gamsachoerdia. Dit produceerde uiteindelijk een kieswet met een ingewikkeld gemengd kiesstelsel. Deze wet bepaalde dat 150 zetels verkozen zouden worden via evenredige vertegenwoordiging door stemmen op partijlijsten in een meervoudig districtenstelsel van 10 nationale kieskringen zonder nationale kiesdrempel. Kiezers konden drie voorkeuren aangeven op het stembiljet, waar een ingewikkelde rekenmethode op los werd gelaten, inclusief een kiesdrempel van 2% binnen de kieskring. 
Daarnaast werden 84 zetels verkozen via enkelvoudige districten. Voor deze enkelvoudige districten gold een simpele "meeste stemmen" regel voor de winnaar. Bij een gelijk aantal stemmen zou de kandidaat die permanent in het betreffende district woont verkozen worden, en als dit ook gelijk was, dan zou de oudste kandidaat verkozen worden. De kiesdistricten kwamen overeen met de administratieve districten van Georgië, waarbij de hoofdstad Tbilisi was onderverdeeld in tien kiesdistricten volgens de lokale administratieve onderverdeling.
Sjevardnadze weerstond de druk om een sterk presidentschap in te voeren en in plaats daarvan dwong hij een direct gekozen parlementsvoorzitter af. Het wettelijke amendement hiertoe stelde de verkiezing open voor iedereen, maar gaf kandidaten slechts vijf dagen de tijd om de benodigde 5000 handtekeningen te verzamelen. Hierdoor was hij de enige kandidaat voor de functie, die de 235e zetel van het parlement vormde.

## Partijen
Er werden 32 partijen en vier verkiezingsblokken aangemeld bij de centrale verkiezingscommissie voor deelname aan de verkiezingen. Partijen die de voormalige president Gamsachoerdia hadden gesteund werden uitgesloten van deelname of hoycotten de verkiezingen. De meeste partijen die meededen steunden Sjevardnadze, maar hij identificeerde zich niet met één partij. Het verkiezingsblok "Vrede" was ondanks dat hij er afstand van hield in de publieke perceptie de "partij van Sjevardnadze", waardoor deze goed presteerde. De drie hoofdrolspelers in de coup Tengiz Kitovani, Dzjaba Ioseliani en Tengiz Sigoea stelden zich kandidaat in enkelvoudige districten.

## Resultaten

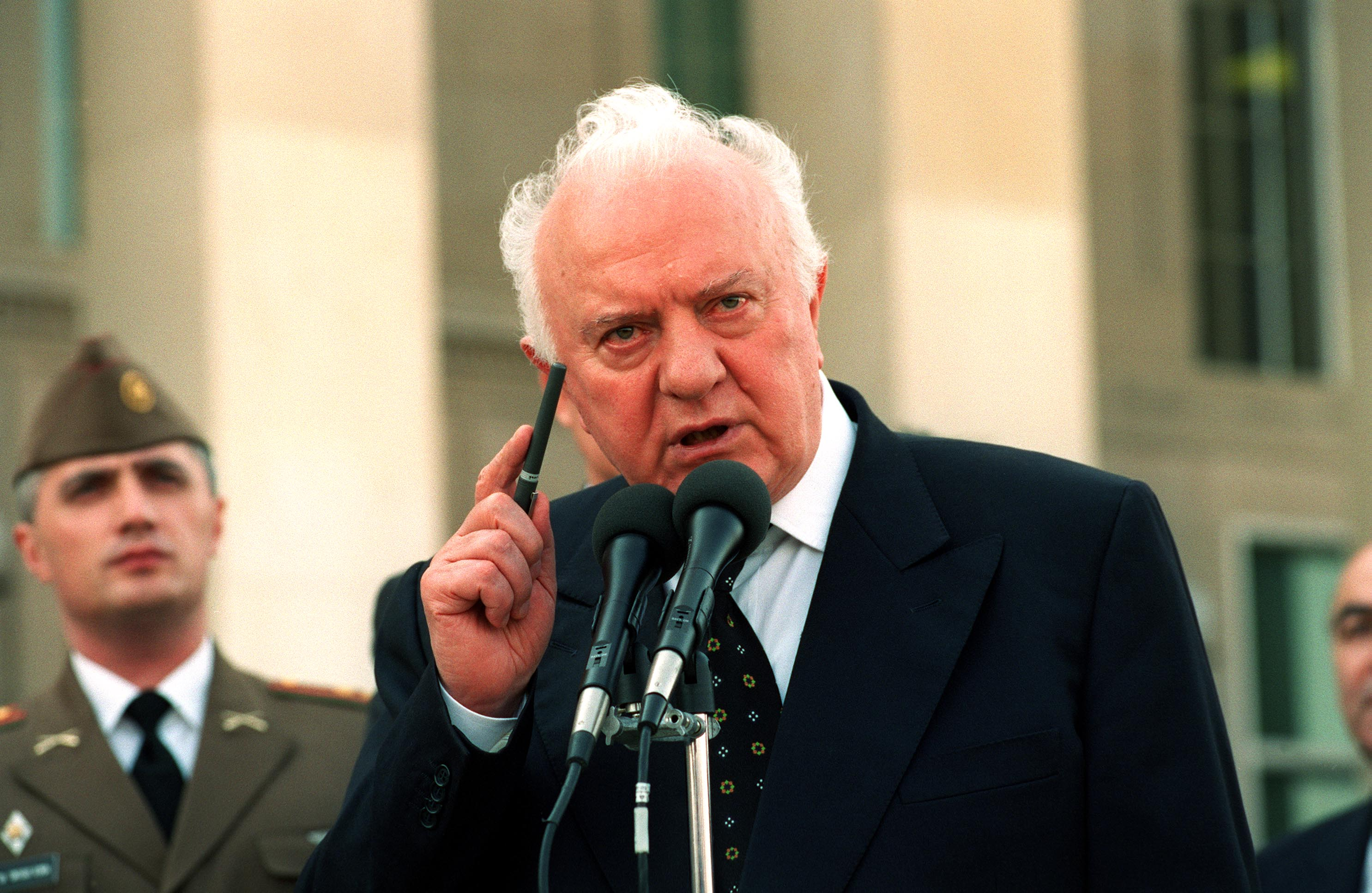
Edoeard Sjevardnadze werd door de kiezers tot voorzitter van het parlement gekozen, en werd daarna tot staatshoofd benoemd. Het presidentschap was na de coup begin 1992 tijdelijk afgeschaft.

Het "Vrede" verkiezingsblok won de meeste stemmen, en kwam met 35 zetels in het nieuwe parlement dat door het gebrek aan een kiesdrempel en de grote hoeveelheid aan deelnemende partijen zeer pluriform werd zonder een duidelijk te vormen meerderheidscoalitie. Andere partijen hadden een beduidend kleinere omvang, en de meeste districtszetels werden door onafhankelijke kandidaten gewonnen. Vanuit de Staatsraad werden 51 van de 92 leden in het parlement verkozen. Er werden uiteindelijk elf fracties gevormd in het parlement. De Staatsraad hief zich vijf dagen na de verkiezingen op, nog voordat het nieuwe parlement formeel van start ging.
In negen districten werden de verkiezingen uitgesteld, waardoor deze mandaten in het parlement voorlopig vacant bleven. Dit betrof de Zuid Osseetse districten Dzjava en Tschinvali, de Abchazische districten Gagra, Gali, Goedaoeta, en Tkvartsjeli en de west-Georgische districten Tsjchorotskoe, Tsalendzjicha en Zoegdidi in Mingrelië waar Gamsachoerdia aanhangers de stembusgang boycotten en hinderden.
Het parlement kwam voor het eerst samen op 5 november 1992 en benoemde een dag later Edoeard Sjevardnadze als voorzitter van het parlement tot staatshoofd. Op 8 november werd Tengiz Sigoea tot premier benoemd. De verdeeldheid en grote onervarenheid maakte het parlement zwak gedurende zijn termijn, maar het slaagde erin de belangrijkste taak te volbrengen: een nieuwe grondwet die in september 1995 werd aangenomen vlak voor de termijn van dit transitie-parlement zou verlopen.
|                             | Verkiezingsblok "Vrede" * Georgische Liga voor Economische en Sociale Vooruitgang * Agrarische Unie van Republiek Georgië * Democratische Unie van Georgië * Rechtvaardigheidspartij van Georgië * Georgische Monarchistische (Constitutionele) Partij * Georgische Politieke Organisatie "Lemi" * Unie voor Democratische Wedergeboorte | 528.328   | 20,4 | 29  | 6  | 35  |  |  |  |  |  |  |  |  |
|                             | Verkiezingsblok "11 oktober" * Republikeinse Partij * Politieke Organisatie "Democratische Keuze voor Georgië" * Christen-Democratische Unie van Georgië * Volksfront van Georgië | 277.496   | 10,7 | 18  | 1  | 19  |  |  |  |  |  |  |  |  |
|                             | Nationaal-Democratische Partij | 211.938   | 8,2  | 12  | 2  | 14  |  |  |  |  |  |  |  |  |
|                             | Verkiezingsblok "Eenheid" * Liberaal-Democratische Nationale Partij * Georgische Vrede en Vrijheid (Afghaanse) Partij | 190.844   | 7,4  | 14  | 1  | 15  |  |  |  |  |  |  |  |  |
|                             | Democratische Partij | 162.014   | 6,3  | 10  | 0  | 10  |  |  |  |  |  |  |  |  |
|                             | Unie van Georgische Traditionalisten | 127.923   | 4,9  | 7   | 1  | 8   |  |  |  |  |  |  |  |  |
|                             | Groene Partij | 113.028   | 4,4  | 11  | 0  | 11  |  |  |  |  |  |  |  |  |
|                             | Verkiezingsblok "Handvest 91" | 111.148   | 4,3  | 9   | 1  | 10  |  |  |  |  |  |  |  |  |
|                             | Ilja Tsjavtsjavadze Genootschap | 69.306    | 2,7  | 7   | 0  | 7   |  |  |  |  |  |  |  |  |
|                             | Merab Kostava Genootschap | 65.381    | 2,5  | 5   | 2  | 7   |  |  |  |  |  |  |  |  |
|                             | Nationale Onafhankelijkheidspartij | 62.198    | 2,4  | 4   | 0  | 4   |  |  |  |  |  |  |  |  |
|                             | Socialistische Partij van Georgische Arbeiders | 54.364    | 2,1  | 4   | 0  | 4   |  |  |  |  |  |  |  |  |
|                             | Unie van Nationaal Akkoord en Wedergeboorte van Georgië | 49.595    | 1,9  | 4   | 1  | 5   |  |  |  |  |  |  |  |  |
|                             | Sociaaldemocratische Partij van Georgië | 23.819    | 0,9  | 2   | 0  | 2   |  |  |  |  |  |  |  |  |
|                             | Partij van Vriendschap en Rechtvaardigheid tussen Volkeren | 23.489    | 0,9  | 2   | 0  | 2   |  |  |  |  |  |  |  |  |
|                             | Unie van Sociale Rechtvaardigheid van Georgië | 22.160    | 0,9  | 2   | 0  | 2   |  |  |  |  |  |  |  |  |
|                             | Unie van Gods kinderen van Georgië | 19.732    | 0,8  | 2   | 0  | 2   |  |  |  |  |  |  |  |  |
|                             | Unie van Georgische Hooglanders | 19.675    | 0,8  | 1   | 0  | 1   |  |  |  |  |  |  |  |  |
|                             | Politieke Unie van Burgers – Georgische Boerenunie | 19.565    | 0,8  | 2   | 0  | 2   |  |  |  |  |  |  |  |  |
|                             | Constitutionele Democratische Partij van Georgië | 19.156    | 0,7  | 1   | 0  | 1   |  |  |  |  |  |  |  |  |
|                             | Verkiezingsblok "Georgische Politieke Unie van Nationale Integriteit en Hooglanders" * Unie van Georgische Bergbeklimmers * Partij voor Eenheid en Sociale Gelijkheid van Georgië | 16.088    | 0,6  | 1   | 0  | 1   |  |  |  |  |  |  |  |  |
|                             | Maatschappij tot Wedergeboorte van het Vaderland | 15.847    | 0,6  | 1   | 0  | 1   |  |  |  |  |  |  |  |  |
|                             | Radicale Monarchistische Unie van Georgië | 15.814    | 0,6  | 1   | 0  | 1   |  |  |  |  |  |  |  |  |
|                             | Staatspartij – Nationale Integriteit van Georgië | 10.846    | 0,4  | 1   | 0  | 1   |  |  |  |  |  |  |  |  |
| Overige partijen            | Overige partijen | 62.370    | 2,4  | 0   | 0  | 0   |  |  |  |  |  |  |  |  |
|                             | Onafhankelijken |           |      |     | 60 | 60  |  |  |  |  |  |  |  |  |
|                             | Vacant |           |      |     | 9  | 9   |  |  |  |  |  |  |  |  |
| Geldige stemmen             | Geldige stemmen | —         | —    |     |    |     |  |  |  |  |  |  |  |  |
| Ongeldige / blanco stemmen  | Ongeldige / blanco stemmen | 50.399    | 2,0  |     |    |     |  |  |  |  |  |  |  |  |
| Totaal                      | Totaal | 2.575.197 | 100  | 150 | 84 | 234 |  |  |  |  |  |  |  |  |
|                             | |           |      |     |    |     |  |  |  |  |  |  |  |  |
| Kiesgerechtigden en opkomst | Kiesgerechtigden en opkomst | 3.471.866 | 74,2 |     |    |     |  |  |  |  |  |  |  |  |
| Bronnen: CESKO, Nohlen.     | |           |      |     |    |     |  |  |  |  |  |  |  |  |

### Voorzitter parlement
In aanloop naar de parlementsverkiezingen had Sjevardnadze afgedwongen om de voorzitter van het parlement direct te laten kiezen en deze door het parlement aan te laten wijzen als staatshoofd. Dit had zijn voorkeur in plaats van het herinvoeren van het presidentschap, nadat Zviad Gamsachoerdia uit zijn functie was gezet. Sjevardnadze was de enige kandidaat, geholpen door de regels die het andere geïnteresseerden moeilijk maakten zich kandidaat te stellen. Hij won het vertrouwen van de bevolking met 96% van de stemmen, ruimschoots meer dan de 87% waarmee Gamsachoerdia ruim een jaar eerder president was geworden. Volgens sommigen een teken van de onrealistische hoop van de Georgische bevolking op Sjevardnadze, die de belichaming was van stabiliteit en vrede.
|                               | Edoeard Sjevardnadze        | Onafhankelijk               | 2.472.345 | 96,0 |
|                               | Tegen                       | Tegen                       | 52.453    | 2,0  |
|                               |                             |                             |           |      |
| Totaal geldige stemmen        | Totaal geldige stemmen      | Totaal geldige stemmen      | 2.524.798 | 98,0 |
| Ongeldige stemmen             | Ongeldige stemmen           | Ongeldige stemmen           | 50.399    | 2,0  |
|                               |                             |                             |           |      |
| Totale stemmen                | Totale stemmen              | Totale stemmen              | 2.575.197 | 100  |
| Kiesgerechtigden en opkomst   | Kiesgerechtigden en opkomst | Kiesgerechtigden en opkomst | 3.471.866 | 74,2 |
| Bronnen: CESKO, Nohlen et al. |                             |                             |           |      |